# Brendan Eich
Brendan Eich (/ˈaɪk/; nascido em 1961) é um programador de computadores americano e criador da linguagem de programação JavaScript. Ex-chefe do escritório de tecnologia na Mozilla Corporation.

## Educação
Brendan Eich conseguiu seu bacharelado em matemática e ciência da computação pela Santa Clara University. Conseguiu seu diploma de mestrado em 1986 pela University of Illinois at Urbana-Champaign.

## Carreira
Eich iniciou sua carreira na Silicon Graphics, trabalhando por sete anos em sistemas operacionais e sistemas de rede. Depois trabalhou por três anos na MicroUnity Systems Engineering escrevendo microkernels e código para DSPs, bolando a primeira portagem do compilador GCC para MIPS R4000.
Eich é melhor conhecido por seu trabalho na Netscape e na Mozilla. Começou a trabalhar na Netscape Communications Corporation em Abril de 1995, trabalhando no JavaScript (originalmente chamado de Mocha, depois LiveScript) para o navegador web Netscape Navigator.
Logo então ajudou a fundar a mozilla.org em 1998, atuando como arquiteto chefe. Quando a AOL desativou a divisão para o navegador Netscape em Julho de 2003, Eich ajudou a fomentar a Mozilla Foundation.
Em Agosto de 2005, após atuar como líder de tecnologia e como membro do quadro de diretores da Mozilla Foundation, Eich tornou-se CTO da recém-fundada Mozilla Corporation.
Em Maio de 2015, em parceira com Brian Bondy, fundam a Brave Software, empresa responsável pelo desenvolvimento do navegador Brave (navegador).

## Atividades políticas
Eich doou US$1,000 em 2008 para a campanha de suporte à California Proposition 8, gravada em um banco de dados público com o nome Mozilla como seu empregador, e muitas pessoas comentaram sobre a doação no Twitter em Março de 2012.